# Aetheorhyncha andreettae
Aetheorhyncha andreettae – gatunek roślin z monotypowego rodzaju Aetheorhyncha z rodziny storczykowatych (Orchidaceae). Jest to endemit Ekwadoru.

## Systematyka
Gatunek sklasyfikowany do podplemienia Zygopetalinae w plemieniu Cymbidieae, podrodzina epidendronowe (Epidendroideae), rodzina storczykowate (Orchidaceae), rząd szparagowce (Asparagales) w obrębie roślin jednoliściennych.